# Haskovo

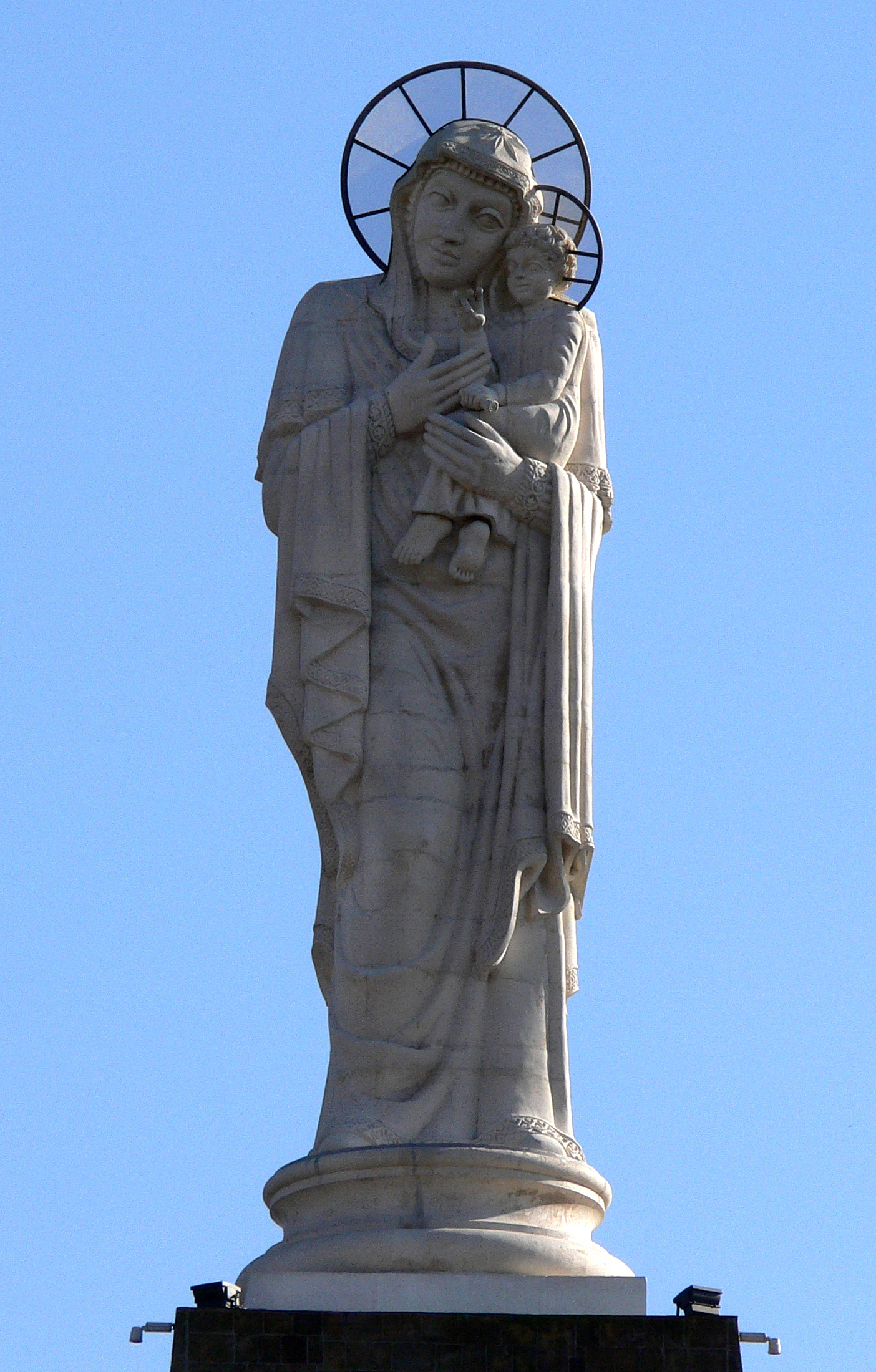
Statua della Vergine Maria

Haskovo (in bulgaro Хасково?), è una città della Bulgaria meridionale, non molto lontano dal confine greco e da quello turco. È capoluogo dell'omonimo distretto. La sua popolazione è di 63.314 abitanti (dicembre 2024). Haskovo è la città natale del tennista Grigor Dimitrov.

## Località
- Haskovo (sede comunale)
- Aleksandrovo
- Brjagovo
- Dinevo
- Dolno Golemanci
- Dolno Vojvodino
- Elena
- Gălăbec
- Garvanovo
- Golemanci
- Gorno Vojvodino
- Klokotnica
- Knižovnik
- Konuš
- Koren
- Kozlec
- Krivo pole
- Ljubenovo
- Malevo
- Manastir
- Mandra
- Maslinovo
- Momino
- Nikolovo
- Nova Nadežda
- Orlovo
- Podkrepa
- Rodopi
- Široka poljana
- Stambolijski
- Stojkovo
- Teketo
- Trakiec
- Uzundžovo
- Vălgarovo
- Vojvodovo
- Zornica

## Monumenti e luoghi d'interesse
- Il Museo regionale di storia, conosciuto anche come il museo dell'arte tracia nei Rodopi orientali, si trova accanto al tumulo di Aleksandrovo e promuove la comprensione della cultura della Tracia una delle più antiche d'Europa. Nel 2021 ha ottenuto il Marchio del patrimonio europeo.[2]

## Gemellaggio
- Abington
- Alessandropoli
- Edirne
- Enguera
- Leicester
- Novara
- Tashkent
- Bodrum
- Châtillon-sur-Indre
- Veszprém